# Galdr

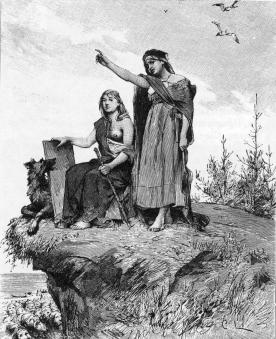
Las völvas eran sacerdotisas paganas que cantaban galdr.

Galdr (sing. galdr o galðr, cf. inglés antiguo: gealdor o galdor) es una palabra del noruego antiguo para referirse a "encantamiento, hechizo", y se usaba en relación con ciertos rituales. Era utilizado por hombres y por mujeres. Algunos estudiosos proponen que los recitaban en falsetto (gala).

## Etimología
El vocablo noruego antiguo galdr deriva de una palabra empleada para referirse a hechizos cantados, gala (Alto alemán antiguo e inglés antiguo: galan) con el sufijo Indoeuropeo -tro. En antiguo alto alemán el sufijo -stro da lugar a galster.

## Práctica
Los galdramenn (literalmente en nórdico antiguo, hechiceros o magos) practicaban un tipo de magia basado en hechizos, recitados, cantados o escritos en runas. Eran rutinas prácticas a diferencia del seidr, que era más chamánico y se enfatizaba en trances extáticos. El fiölkyngi (literalmente hechizo de «gran astucia») era menos neutral que el galdr, y normalmente vinculado a la magia negra por lo que el epíteto ya comportaba connotaciones negativas.
Se sabe que se empleaban para facilitar el esfuerzo de las parturientas a la hora de dar a luz pero también eran usados con la finalidad de volver loco a un enemigo. Más allá, a un maestro en las artes mágicas y el empleo de esta forma de encantamiento se le atribuía el poder de mellar las espadas, hundir barcos en alta mar, atraer tormentas y decidir la victoria o la derrota en una batalla. Ejemplos de ello pueden encontrarse en Grógaldr y Friðþjófs saga hins frœkna.
Los encantamientos eran compuestos en una métrica poética especial llamada galdralag. Este metro es similar al de seis líneas ljóðaháttr con la salvedad de que añade una séptima línea. Otra característica es la repetición paralela, como se ve en las estrofas del Skirnismál, a continuación.
| 34. Heyri jötnar, heyri hrímþursar, synir Suttungs, sjalfir ásliðar, hvé ek fyrbýð, hvé ek fyrirbanna manna glaum mani, manna nyt mani. | 34. "Give heed, frost-rulers, hear it, giants. Sons of Suttung, And gods, ye too, How I forbid and how I ban The meeting of men with the maid, (The joy of men with the maid.) |  |

Una importante referencia al uso de los galdr se halla en el poema éddico Oddrúnargrátr, en una escena en la que Borgny no pudo dar a luz hasta que Oddrún ha cantado los "amargos galdr". (traducido como potent charms, por Henry Adams Bellows en la versión inglesa que acompaña al original a continuación):
| 7. Þær hykk mæltu þvígit fleira, gekk mild fyr kné meyju at sitja; ríkt gól Oddrún, rammt gól Oddrún, bitra galdra at Borgnýju. - 8. Knátti mær ok mögr moldveg sporna, börn þau in blíðu við bana Högna; þat nam at mæla mær fjörsjúka, svá at hon ekki kvað orð it fyrra: - 9. "Svá hjalpi þér hollar véttir, Frigg ok Freyja ok fleiri goð, sem þú feldir mér fár af höndum." | 6. Then no more they spake, methinks; She went at the knees of the woman to sit; With magic Oddrun and mightily Oddrun Chanted for Borgny potent charms. - 7. At last were born a boy and girl, Son and daughter of Hogni's slayer; Then speech the woman so weak began, Nor said she aught ere this she spake: - 8. "So may the holy ones thee help, Frigg and Freyja and favoring gods, As thou hast saved me from sorrow now." |  |